# العلاقات النمساوية النيبالية
العلاقات النمساوية النيبالية هي العلاقات الثنائية التي تجمع بين النمسا ونيبال.

## مقارنة بين البلدين
هذه مقارنة عامة ومرجعية للدولتين:
| وجه المقارنة                                              | النمسا                                                    | نيبال                               |
| --------------------------------------------------------- | --------------------------------------------------------- | ----------------------------------- |
| المساحة (كم2)                                             | 83.86 ألف                                                 | 147.18 ألف                          |
| عدد السكان (نسمة)                                         | 8.81 مليون                                                | 29.40 مليون                         |
| الكثافة السكانية (ن./كم²)                                 | 105.06                                                    | 199.76                              |
| العاصمة                                                   | فيينا                                                     | كاتماندو                            |
| اللغة الرسمية                                             | اللغة الألمانية، لغة الإشارة النمساوية ‏                   | اللغة النيبالية                     |
| العملة                                                    | يورو، شلن نمساوي، رايخ مارك، شلن نمساوي                   | روبية نيبالية                       |
| الناتج المحلي الإجمالي (بليون دولار)                      | 416.60 مليار                                              | 24.47 مليار                         |
| الناتج المحلي الإجمالي (تعادل القوة الشرائية) بليون دولار | 426.99 مليار                                              | 70.20 مليار                         |
| الناتج المحلي الإجمالي الاسمي للفرد دولار أمريكي          | 43.77 ألف                                                 | 743                                 |
| الناتج المحلي الإجمالي للفرد دولار أمريكي                 | 47.68 ألف                                                 | 2.37 ألف                            |
| مؤشر التنمية البشرية                                      | 0.885                                                     | 0.548                               |
| رمز المكالمات الدولي                                      | +43                                                       | +977                                |
| رمز الإنترنت                                              | .at                                                       | .np                                 |
| المنطقة الزمنية                                           | توقيت وسط أوروبا، ت ع م+01:00، ت ع م+02:00، أوروبا/فيينا ‏ | ت ع م+05:45، التوقيت الموحد لنيبال ‏ |

## منظمات دولية مشتركة
يشترك البلدان في عضوية مجموعة من المنظمات الدولية، منها:
| علم المنظمة | اسم المنظمة                               | تاريخ انضمام النمسا | تاريخ انضمام نيبال |
| ----------- | ----------------------------------------- | ------------------- | ------------------ |
|             | مؤسسة التنمية الدولية                     | 28 يونيو 1961       | 6 مارس 1963        |
|             | يونسكو                                    | 13 أغسطس 1948       | 1 مايو 1953        |
|             | مؤسسة التمويل الدولية                     | 28 سبتمبر 1956      | 7 يناير 1966       |
|             | منظمة حظر الأسلحة الكيميائية              | ?                   | ?                  |
|             | الأمم المتحدة                             | 14 ديسمبر 1955      | 14 ديسمبر 1955     |
|             | منظمة الشرطة الجنائية الدولية             | ?                   | ?                  |
|             | البنك الدولي للإنشاء والتعمير             | 27 أغسطس 1948       | 6 سبتمبر 1961      |
|             | الاتحاد البريدي العالمي                   | ?                   | ?                  |
|             | المركز الدولي لتسوية المنازعات الاستشارية | 24 يونيو 1971       | 6 فبراير 1969      |
|             | وكالة ضمان الاستثمار متعدد الأطراف        | 16 ديسمبر 1997      | 9 فبراير 1994      |
|             | بنك التنمية الآسيوي                       | 1966                | 1966               |
|             | منظمة التجارة العالمية                    | ?                   | ?                  |
|             | الفريق المعني برصد الأرض                  | ?                   | ?                  |

## وصلات خارجية
- موقع وزارة الخارجية النمساوية
- موقع وزارة الخارجية النيبالية